# Zdiby
Zdiby (en allemand : Zdib) est une commune du district de Prague-Est, dans la région de Bohême-Centrale, en République tchèque. Sa population s'élevait à 3 961 habitants en 2024.

## Géographie
Zdiby se trouve à 4 km à l'est-nord-est de Roztoky et à 9 km au nord-nord-est de Prague.
La commune est limitée par Klecany et Sedlec au nord, par Bořanovice à l'est, par Prague à l'est et au sud, et par Roztoky à l'ouest.

## Histoire
La première mention écrite de la localité date de 1266.

## Administration
La commune se compose de quatre sections :
- Brnky
- Přemyšlení
- Veltěž
- Zdiby

## Transports
Par la route, Zdiby se trouve à 12 km du centre de Prague.